# Neue Weser
Die Neue Weser ist ein See auf dem Stadtwerder im zum Bremer Stadtteil Obervieland gehörenden Ortsteil Habenhausen. Der See ist infolge des Weserdurchbruchs im März 1981 entstanden. Das Hochwasserbett mit dem darin befindlichen See wurde ökologisch umgestaltet; am See, in dem sich mehrere Inseln befinden, gibt es steile Uferabbrüche und Flachwasserzonen.
Gespeist wird der See durch einsickerndes Weserwasser, entwässert wird er durch ein Ableitungsrohr in die Unterweser.

## Naturschutzgebiet Neue Weser
Die „Neue Weser“ ist zusammen mit den umgebenden Wiesen als europäisches Vogelschutzgebiet ausgewiesen und steht seit dem 28. Dezember 1988 unter Naturschutz. Das Naturschutzgebiet ist 34,8 Hektar groß. Es wird im Südosten von der Wehrstraße, im Südwesten vom Leitdeich des Werdersees und im Nordwesten vom Wirtschafts- und Fußweg, der vom Leitdeich zum Wehrweg verläuft, begrenzt. Im Nordosten verläuft die Grenze des Naturschutzgebiets circa 70 m südwestlich des Wehrweges.
Im Nordwesten befindet sich am Rand des Naturschutzgebietes eine Aussichtsplattform, von dem aus ein Teil des Sees einsehbar ist. Von der Wehrstraße aus ist der See gut einsehbar.